# Micrurus tener
Micrurus tener är en ormart som beskrevs av Baird och Girard 1853. Micrurus tener ingår i släktet korallormar och familjen giftsnokar.
Arten förekommer i södra USA och östra Mexiko. Utbredningsområdet sträcker sig från Louisiana och centrala Texas ungefär till Mexico City. Denna orm lever i låglandet och i bergstrakter upp till 2000 meter över havet. Micrurus tener vistas i ganska torra habitat som blandskogar, buskskogar med taggiga växter, gräsmarker och galleriskogar. Denna orm föredrar områden med ett lövskikt på marken. Arten gömmer sig även under träbitar som ligger på marken eller under annan bråte. Den besöker även trädgårdar och stadsparker. Honor lägger ägg. Liksom andra korallormar har Micrurus tener  ett giftigt bett.
I Mexiko dödas några exemplar av människor som inte vill ha giftiga ormar nära sig. Hela populationen antas vara stabil. IUCN kategoriserar arten globalt som livskraftig.

## Underarter
Arten delas in i följande underarter:
- M. t. fitzingeri
- M. t. maculatus
- M. t. microgalbineus
- M. t. tener